# Сеульская весна
Сеульская весна (кор. 서울의 봄) — серия протестных акций с целью предотвращения диктатуры генерала Чон Ду Хвана, пришедшего де-факто к власти с помощью военного переворота, против цензуры СМИ, репрессий инакомыслящих, а также за расширение прав и свобод.

## Предыстория
26 октября 1979 года президент Пак Чон Хи, находившийся у власти около 18 лет после переворота 16 мая 1961 года, был убит своим доверенным лицом, директором Национальной разведывательной службы Ким Джэ Гю. После этого граждане начали протестные акции с требованием демократизации страны. В ответ на это исполняющий обязанности президента страны Чхве Гю Ха объявил в специальной речи 10 ноября 1979 года, что президент Республики Корея должен быть избран в соответствии с Конституцией Юсин, которая однако должна быть пересмотрена как можно скорее для проведения выборов[2].
Данная речь была встречена гражданами с одобрением, включая оппозиционных политиков. Ожидалось, что она станет реальностью после того, когда Чхве Гю Ха был избран президентом на Национальной конференции по объединению 6 декабря. 8 декабря была отменена Чрезвычайная мера № 9.
После этого правящая «Демократическая республиканская партия» и оппозиционная «Новая демократическая партия» договорились о прямых выборах президента через поправку к конституции. Однако уже 12 декабря новая военная хунта во главе с Чон Ду Хваном устроила военный переворот и захватила власть в стране. Поскольку к этому времени уже начались каникулы, протесты на территории кампусов университетов начались только в начале нового семестра. Полномасштабными ежедневные протесты стали только в марте 1980 года.

## В культуре

### Кино
- 18 мая (2007) — южнокорейский фильм режиссёра Ким Джи Хуна, рассказывающий о событиях восстания в Кванджу.
- Таксист (2017) — южнокорейский фильм режиссёра Чан Хуна о таксисте, который везёт немецкого журналиста, желающего осветить растущие гражданские беспорядки в Кванджу.
- Тот, кто рядом (2020) — южнокорейский политический драматический фильм режиссёра У Мин Хо, об убийстве президента Пак Чон Хи и событиях предшествовавших этому.
- Переворот 12.12 (2023) — южнокорейский исторический фильм режиссёра Ким Сон Су о перевороте 12 декабря 1979 года.

### Телевидение
- Песочные часы (1995)
- Четвёртая республика (1995–96)
- Пятая республика (2005)
- Майская молодость (2021)